# Sairocarpus kingii
Sairocarpus kingii là một loài thực vật có hoa trong họ Mã đề. Loài này được (S. Watson) D.A. Sutton miêu tả khoa học đầu tiên năm 1988.